# Mark Knowles (landhockeyspelare)
Mark Knowles, född 3 oktober 1984 i Rockhampton i Queensland, är en australisk landhockeyspelare.
Han tog OS-guld i herrarnas landhockeyturnering i samband med de olympiska landhockeytävlingarna 2004 i Aten.
Han tog därefter OS-brons i herrarnas landhockeyturnering i samband med de olympiska landhockeytävlingarna 2008 i Peking.
Han tog OS-brons igen i samma gren i samband med de olympiska landhockeytävlingarna 2012 i London.